# L'Harmattan
Éditions L’Harmattan, обычно называемое просто L’Harmattan — одно из крупнейших французских книжных издательств. Специализируется на издании научно-популярной литературы с особым фокусом на Африку южнее Сахары. Названо в честь харматана, сухого пассата в Западной Африке.

## История
Издательство было основано в 1975 году. Основатели хотели повторить опыт издательства François Maspero и журнала Présence africaine , которые в то время находились в упадке. L’Harmattan с самого начала своего существования выпускал книги, касающиеся эволюции африканских государств, иммиграции и поддержки иммигрантов, а также роли христианства в вопросах их развития. L’Harmattan занимает первое место среди издательств страны по количеству выпущенных книг: 66 816 книг и 2580 выпусков 610 наименований журналов. Издательство выпускает по 2000 книг в год, получая по 6500 рукописей. Более 30 % наименований книг посвящено Африке к югу от Сахары, немногим менее — Европе.
Ныне объём продаж компании составляет 8,5 миллионов евро в год, из которых 2 миллиона за счёт продаж в нефранкоязычных странах.

## Политика авторских прав
L’Harmattan не платит своим авторам за первую тысячу проданных копий. Ряд организаций (например, Ассоциация французских писателей и Национальный союз писателей и композиторов этот пункт договора считают незаконным. Суды по данному поводу идут с 1999 года. В 2005 году издательство проиграло иск и было вынуждено выплатить 7000 евро.